# 坟墓增三
坟墓增三（飛馬座37），又名BD+03 4713，HD 213235、SAO 127551、HR 8566，是飛馬座的一颗恒星，视星等为5.48，位于銀經70.23，銀緯-43.5，其B1900.0坐标为赤經22h 24m 54.6s，赤緯+3° -43.5′ 25″。